# Qəşəm Nəcəfzadə
Qəşəm Mirzə oğlu Nəcəfzadə (ur. 1 kwietnia 1959 roku w rejonie İmişli) – azerski poeta i publicysta.
W 1981 roku ukończył studia na wydziale Języka i Literatury w Państwowym Uniwersytecie w Gandży. W 1997 roku został członkiem Związku Pisarzy Azerbejdżanu. Przez długi czas pracował jako nauczyciel języka azerskiego i literatury w İmişli oraz Baku. Pracował też w  gazecie „Mədəniyyət” („Kultura”) na stanowisku sekretarza wykonawczego. Obecnie jest członkiem zarządu Związku Pisarzy Azerbejdżanu, szefem wydziału literatury dziecięcej, dyrektorem działu poezji w czasopiśmie „Azərbaycan” („Azerbejdżan”) oraz członkiem grupy ekspertów przy radzie Krajowej Radia i Telewizji. Jest głównym wykładowcą na Uniwersytecie Təfəkkür.
W 2006 roku dostał nagrodę im. Tofiqa Mahmuda, w 2008 został odznaczony Międzynarodową nagrodą im. Rasula Rzego. Wziął udział w 38. Międzynarodowym Festiwalu Poezji, który odbył się w 2007 roku w Holandii. 
Jego wiersze zostały przetłumaczone na ponad 20 języków – angielski, uzbecki, kirgiski, francuski, niemiecki, albański, tamilski, gruziński, rosyjski, hiszpański, perski, polski oraz inne. Nəcəfzadə jest też autorem ponad 20 książek. Pięć z nich zostało opublikowane za granicą.
Ma dwóch synów i jedną córkę.

## Książki
- „Sevginin sonunu deməyin mənə”, Baku, wyd. Yazıçı, 1986
- „Yatmış dəniz şəkli”, Baku, wyd. Gənclik, 1990
- „Bir gəlin dalğa ilə yan-yana”, Baku, wyd. Göytürk, 1994
- „Gülümsəyən ağac”, Baku, wyd. Göytürk, 1995
- „Şeirimin bəxti“, Baku, wyd. Göytürk, 1995
- „Sevmək istəyirəm təzədən”, Baku, wyd. Göytürk, 1996
- „Sarı sim”, Baku, wyd. Göytürk, 1997
- „Sən yadıma düşəndə”, Baku, wyd. Qanun, 1997
- „Özümə doğru”, Baku, wyd. Azərnəşr, 1998
- „Ömür kitabıma düzəliş”, Baku, wyd. Azərnəşr, 2001
- „Və sairə”, Baku, wyd. Nurlar, 2004
- „Hüseynbala Mirələmovun ədəbi həqiqət”, Baku, wyd. Şəms, 2005
- „The Evening Stories”, w języku angielskim, Baku, wyd. Şəms, 2007
- „Priewraszczenije”, w języku rosyjskim, Baku, wyd. Araz, 2007
- „EENWORDING”, w języku niderlandzkim, Holandia, Amsterdam, 2007
- „SKETCHES OF PRISON”, w języku angielskim, Holandia, Amsterdam, 2007
- „Qadının ölümü”, Baku, wyd. Vektor, 2008
- „Savaş, ayakkabı, ölüm”, Ankara, wyd. Bengü, 2008
- „Ölülər bizə gülür”, Iran, Teheran, 2008
- „Oğlum qapını aç, qapıda bir külək ölür”, wyd. Şirvannəşr, 2009
- „Barmaqların öpüşü”, w języku perskim, Iran, Teheran, 2009
- „Şeirin içindəki adam”, eseje, artykuły, Baku, wyd. Yazıçı, 2010